# Alcithoe calva
Alcithoe calva är en snäckart som beskrevs av Powell 1928. Alcithoe calva ingår i släktet Alcithoe och familjen Volutidae. Inga underarter finns listade i Catalogue of Life.